# Madrigal
Pojmem madrigal, odvozeném od latinského matricalis, tedy věnovaného matce církvi, se označuje několik různých uměleckých forem pozdního středověku a raného novověku, vycházejících především z italské kultury.
1. Madrigal čtrnáctého století (trecenta), poměrně jednoduchá, většinou dvouhlasá písňová forma, živá zhruba mezi roky 1300 a 1370. Jejím nejdůležitějším představitelem je Francesco Landini.
2. Madrigal jako lyrická literární forma, používaná přibližně ve stejné době, tj. ve čtrnáctém století, především pro psaní milostné poezie. Vrcholným mistrem literárního madrigalu byl Francesco Petrarca, madrigaly psal i Giovanni Boccaccio. Tato literární forma má 6–13 veršů, tři rýmy, rýmovaná je podle libovolného schématu. Veršová forma není dána, obvyklé jsou ale verše jambické. Myšlenka by měla být duchaplná a vyjádřená uhlazeně, se stylistickou pečlivostí.
3. Renesanční a raně barokní madrigal,[2] zpravidla čtyř až šestihlasá vokální nebo později vokálně instrumentální forma komorní světské nebo duchovní hudby vzniklá kolem roku 1530 (první sbírku madrigalů vydal Philippe Verdelot roku 1533) a dovršená dílem Claudia Monteverdiho, jenž své vrcholné madrigalové dílo Madrigaly válečné a milostné uveřejnil roku 1638. Mezi nejznámější představitele patří Giovanni Pierluigi da Palestrina (asi 1525–1594), italský skladatel Carlo Gesualdo (1566–1613) či Orlando di Lasso (1532–1594), jehož sbírka madrigalů Slzy svatého Petra byla jeho posledním velkým dílem.